# Michael Bernecker

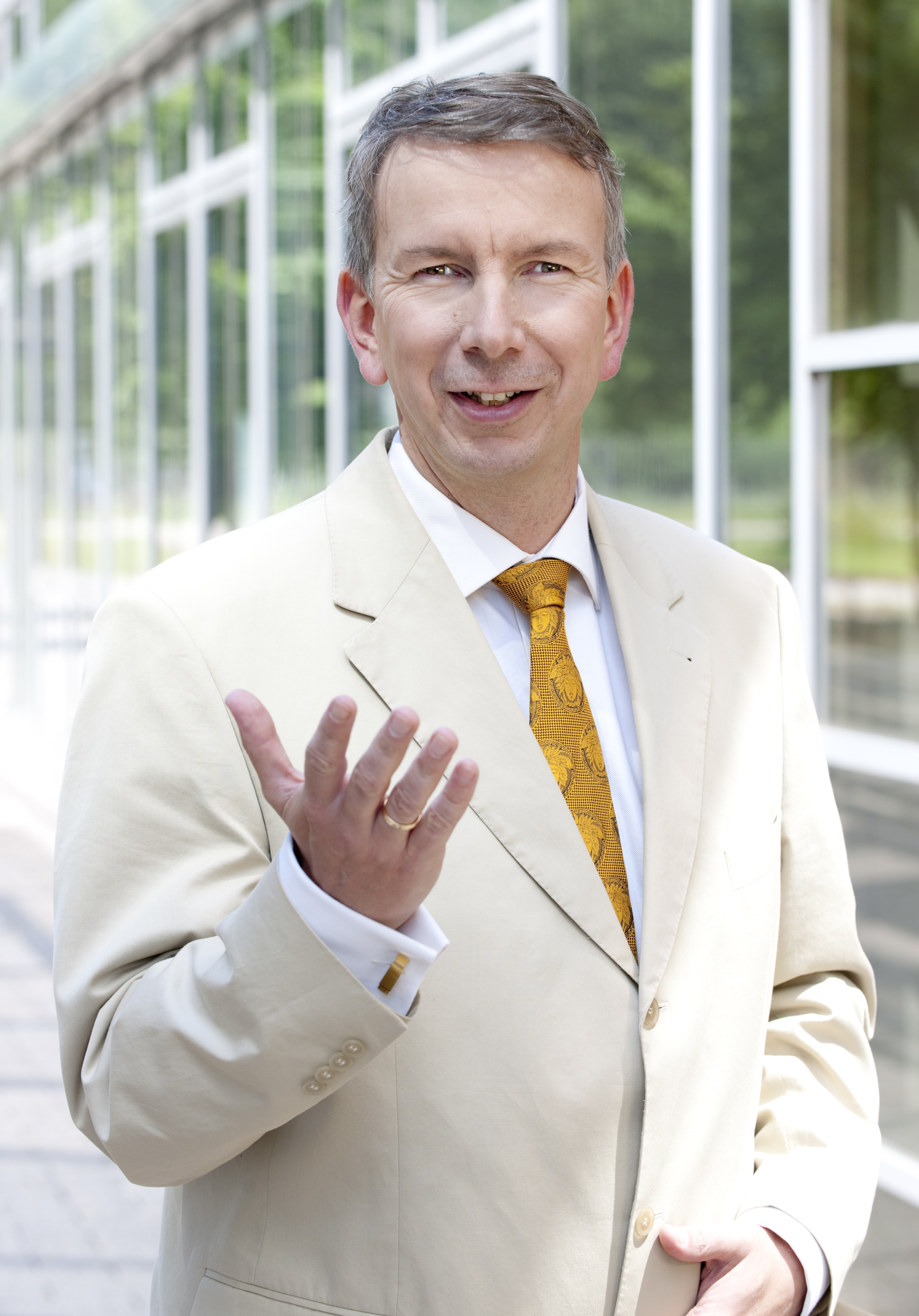
Michael Bernecker

Michael Bernecker (* 11. August 1967 in Gevelsberg) ist ein Unternehmer und deutscher Wirtschaftswissenschaftler.

## Leben
Berneckers akademische Laufbahn startete als Diplom-Kaufmann, den er an der Universität Siegen abschloss. Es folgte eine externe Promotion zum Dr. rer. pol. an der Universität Siegen. 2002 erhielt er einen Ruf an die Fachhochschule Bergisch Gladbach für das Marketing und Internationales Management. Von 2007 bis 2020 war er als Professor für Marketing an der Hochschule Fresenius in Köln tätig. Seit 2021 leitet er den Fernstudiengang Online Marketing an der SRH Fernhochschule.
Bernecker ist Geschäftsführer des Deutschen Instituts für Marketing in Köln, Geschäftsführer der Digitalagentur milaTEC.  sowie Aufsichtsratsvorsitzender der YouMagnus AG.
In der Karnevalssession 2013/14 wurde Michael Bernecker zum Bauern im Kölner Dreigestirn berufen.
Im Weiterbildungsverband eato (European Association for Training Organisations e.V.) ist er Gründungs- und Vorstandsmitglied.
Er publiziert seine Bücher im Selbstverlag Johanna Verlag.

## Publikationen (Auszug)
- mit Stefan Helmke (Hrsg.): Der handelsrechtliche Jahresabschluss, Oldenbourg Verlag, München 1998, ISBN 978-3-486-24840-1.
- mit Klaus Eckrich (Hrsg.): Handbuch Projektmanagement, Oldenbourg Verlag, München 2003, ISBN 3-486-27444-9.
- mit Kerstin Bruchmann: Basiswissen Marktforschung. So gewinnen Sie die richtigen Markt- und Kundeninformationen, Cornelsen 2009, ISBN 978-3-411-86348-8.
- mit Christiane Gierke, Thorsten Hahn: Akquise für Trainer, Berater, Coachs. Verkaufstechniken, Marketing und PR für mehr Geschäftserfolg in der Weiterbildung, Gabal Verlag, Offenbach 2010, ISBN 978-3-86936-189-5.
- 30 Minuten Basiswissen Marketing, 2. Aufl., Gabal Verlag, Offenbach 2012, ISBN 978-3-86200-709-7.

## Einzelbelege
1. ↑  Klaus Bröking: Der Bauer kommt aus Gevelsberg. In: Westfalenpost. Funke Mediengruppe, 20. Januar 2014, abgerufen am 9. März 2021.
2. ↑  Archivierte Kopie (Memento vom 2. Dezember 2013 im Internet Archive)
3. ↑  Prof. Dr. Michael Bernecker | SRH Fernhochschule. Abgerufen am 9. März 2021.
4. ↑  Deutsches Institut für Marketing: Impressum. In: Deutsches Institut für Marketing. Abgerufen am 9. März 2021.
5. ↑  Impressum - Die Digitalagentur aus Köln. In: milaTEC. Abgerufen am 9. März 2021 (deutsch).
6. ↑  Impressum. In: youmagnus.de. Abgerufen am 9. März 2021 (deutsch).
7. ↑  Archivierte Kopie (Memento vom 27. August 2013 im Internet Archive)
8. ↑  Verband Weiterbildung - EATO e.V. Abgerufen am 9. März 2021 (deutsch).
9. ↑  http://www.johanna-verlag.de

| Personendaten    | Personendaten                        |
| ---------------- | ------------------------------------ |
| NAME             | Bernecker, Michael                   |
| KURZBESCHREIBUNG | deutscher Ökonom und Hochschullehrer |
| GEBURTSDATUM     | 11. August 1967                      |
| GEBURTSORT       | Gevelsberg                           |